# 福井県立大野高等学校
福井県立大野高等学校（ふくいけんりつ おおのこうとうがっこう、英: Fukui Prefectural Ono High School）は、福井県大野市新庄にある県立高等学校。通称は「大高（だいこう）」。

## 設置学科
- 全日制課程
  - 普通科
- 定時制課程
  - 普通科 （昼間）

## 沿革

### 前史
- 1844年（天保15年） - 大野藩7代藩主土井利忠によって藩校『明倫館』が開かれる。
- 1856年（安政3年） - 土井利忠が大阪適塾から伊藤慎蔵を招き、蘭学所を開設。蘭書の和訳などが行われる。この頃和訳された書物は現在も保存されている。
- 1871年（明治4年） - 廃藩置県により藩校明倫館閉鎖。
- 1881年（明治14年） - 大野町立明倫中学校が開校。
- 1885年（明治18年） - 1県1校制により明倫中学校廃止。

### 福井県立大野中学校
- 1901年（明治34年）4月 - 福井県立福井中学校大野分校が大野郡大野町亀山（現大野市城町、旧大野高等学校所在地）において開校される。
- 1905年（明治38年）4月 - 福井県立福井中学校から独立し、福井県立大野中学校となる。
- 1907年（明治40年）3月 - 第1回卒業証書授与式が挙行される。
- 1925年（大正14年）5月 - 創立20周年記念式典および記念行事を行う。
- 1928年（昭和3年）7月 - 大野中学校校歌ができる。
- 1935年（昭和10年）5月 - 創立30周年記念ならびに校舎改築落成記念祝賀会を行う。
- 1947年（昭和22年）10月25日 - 昭和天皇の戦後巡幸。校庭に大野郡奉迎場が設けられた[1]。

### 福井県立大野高等女学校
- 1911年（明治44年）7月 - 大野郡立実業女学校が大野町清水（現大野市天神町）において開校される。
- 1916年（大正5年）5月 - 大野郡立実業女学校が廃止され、福井県大野郡立実科高等女学校として発足する。
- 1921年（大正10年）4月 - 大野郡立実科高等女学校の組織が変更され、福井県大野高等女学校となる。
- 1923年（大正12年）4月 - 福井県大野高等女学校が県立に移管され、福井県立大野高等女学校となる。

### 福井県立大野農林学校
- 1918年（大正7年）7月 - 下庄村立農業補習学校が大野郡下庄村中野、下庄尋常高等小学校に附設される。
- 1930年（昭和5年）4月 - 下庄村立農業補習学校が廃止され、下庄村立公民学校が下庄尋常高等小学校に附設される。
- （1935年（昭和10年）4月 - 下庄村立公民学校を下庄村立実業青年学校と改称する。）
- 1942年（昭和17年）4月 - 下庄村立実業青年学校が改組され、実業学校令に基づく、下庄村立大野農学校となる。
- 1944年（昭和19年）4月 - 下庄村立大野農学校が県立に移管され、福井県立大野農林学校となる。

### 福井県立大野高等学校
- 1948年（昭和23年）
  - 4月 - 大野中学校・大野高等女学校・大野農林学校の県立中等学校3校が合併され、福井県立大野高等学校（全日制、設置課程4（普通科・商業科・家庭科・農業科）)となる。
  - 6月 - 定時制課程（夜間、設置課程2（普・家））併置する。
- 1949年（昭和29年）3月 - 定時制課程の設置課程のうち家庭課程を廃止する。
- 1957年（昭和32年）4月 - 全日制の設置課程のうち、家庭課程を廃止する。
- 1966年（昭和41年）3月 - 全日課程農業科の募集を停止する。
- 1968年（昭和43年）4月 - 定時制課程普通科に昼間二部制を増置する。
- 1985年（昭和60年）3月 - 定時制課程夜間部を廃止する[注釈 1]。
- 1990年（平成2年）8月 - 全国高等学校野球選手権大会初出場。
- 1991年（平成3年）
  - 3月 - 選抜高等学校野球大会初出場。
  - 4月 - 全日制課程商業科の募集を停止する。
  - 10月 - 福井県立大野高等学校の校舎建築に着工する。
- 1993年（平成5年）
  - 3月 - 福井県立大野高等学校の校舎が完成する。
  - 4月 - 大野市新庄に移転開校する。
  - 10月 - 福井県立大野高等学校創立88周年・移転新築記念式典を行う。
- 1994年（平成6年）3月 - プール・弓道場が完成する。
- 2004年（平成16年）3月 - 冷房装置と太陽光発電装置の設置が完了する。
- 2005年（平成17年）10月 - 創立100周年記念式典挙行。
- 2010年（平成22年）4月 - 定時制課程を単位制・2学期制とする。

## 部活動

### 全日制
- 運動部 - サッカー、スキー、卓球（男・女）、バスケットボール（男・女）、バレーボール（男・女）、バドミントン（男・女）、野球、陸上競技、弓道、水泳
- 文化部 - 美術、吹奏楽、合唱、書道、将棋、サイエンス、メディア（放送）
- 同好会 - 音楽愛好会、JRC「結」

### 定時制
- 運動部 - バドミントン、卓球
- 文化部 - ワープロ、家庭・園芸

## 校歌
作詞：三好達治、作曲：清水脩

## アクセス
- JR越美北線 越前大野駅 徒歩約25分
- 越前おおのまちなか循環バス（ゆう・ゆうバス）南ルート「大野高校前」または京福バス46系統（勝山・大野線）[2]「大野高校前」バス停留所下車すぐ
- 京福バス55・58・59系統（大野線）「大野市休日急患診療所前」（旧・大野高校口[3]）バス停留所下車、徒歩約2分
- 中部縦貫自動車道 大野ICまたは荒島ICより車で約10分

## 著名な出身者
- 天谷光治（政治家、第13代大野市長）
- 稲村坦元（曹洞宗僧、郷土史家）
- 井ノ部康之（小説家）
- 加賀山之雄（国鉄総裁）
- 木内曽益（最高検察庁次長検事）
- 木下正道（作曲家、ミュージシャン）
- 齊藤一郎（指揮者）
- 斉藤隆史（声優）
- 清水国明（タレント・あのねのね）
- 正津英志（元・プロ野球選手）
- 滝波宏文（参議院議員）[4]
- 竹内均（地球物理学者）
- 藤堂里香（女子競艇選手）
- 橋本真由美（ブックオフコーポレーション社長。清水国明の姉）
- 長谷川満（元・プロサッカー選手）
- 平泉澄（歴史学者）
- 松谷由美（京都市交響楽団第一ヴァイオリニスト）
- 松原祐善（仏教学者、大谷大学名誉教授、元学長）
- 山崎朋子（作家）
- 山崎正昭（参議院議員）

## 著名な教職員
- 瀧澤又市 - 教育者、旧制大野中学校校長
- 斎藤静 - 英語学者、旧制大野中学校校長